# Russische Animation
Russische Animation ist die Filmkunst russischer Schöpfer von Animationsfilmen. Ein Großteil der russischen Animationsfilme für Kino und Fernsehen wurde zu Zeiten der Sowjetunion geschaffen und ist erst seit relativ kurzer Zeit Forschungsgegenstand der westlichen Filmtheorie und -geschichte.

## Die Anfänge
Einer der ersten russischen Filmemacher auf dem Gebiet des Animationsfilms ist der Solotänzer, Lehrer und Choreograph Alexander Schirjajew. Er schuf zwischen 1906 und 1909 unter Einsatz von Techniken der Puppenanimation eine Reihe von wegweisenden animierten Ballettfilmen, die er aber nur im kleinen Kreis vorführte. Bis zu ihrer Wiederentdeckung im Jahr 1995 wurden sie praktisch vergessen.
Ein anderer Pionier des russischen Animationsfilms ist der Biologe Władysław Starewicz. Dieser setzte Techniken der Stop-Motion-Animation in Lehrfilmen ein, mit denen er anhand von präparierten Insekten deren Verhalten demonstrierte. Das Verfahren wendete er bald auch in Unterhaltungsfilmen mit präparierten Insekten als Figuren an. Mit seinem Film Die Nacht vor Weihnachten (Ночь перед Рождеством, Notsch Pered Poschdestwom) aus dem Jahr 1913 war Starewicz der Erste, der in einer Szene Stop-Motion- und Realfilm-Techniken miteinander verband.
Nach Ausbruch der Oktoberrevolution verließ Starewicz das Gebiet Russlands und die Entwicklung des Animationsfilms kam dort über Jahre zum Stillstand. Erst Mitte bis Ende der 1920er-Jahre konnten sowjetische Behörden wieder davon überzeugt werden, experimentelle Studios zu finanzieren. Diese waren in der Regel Teil größerer Filmstudios und produzierten am Anfang kurze animierte Filmchen für Propagandazwecke. Ein Beispiel für den politischen animierten Kurzfilm dieser Zeit ist China in Flammen (Китай в огне, Kitai w ogne, 1925) von Senon Komissarenko, Juri Merkulow und Nikolai Chodatajew.
Filmschaffende wie Iwan Iwanow-Wano, Michail Zechanowski oder Nikolai Chodatajew begannen, sowohl mit den technischen als auch mit den ästhetischen Möglichkeiten des Animationsfilms zu experimentieren. Wie Iwanow-Wano in seinen Memoiren erinnert, war diese Experimentierfreude teilweise der allgemeinen Atmosphäre, die die russische Avantgarde um sie herum geschaffen hatte, und teilweise der Zusammenarbeit in kleinen Gruppen von Enthusiasten zu verdanken. Wichtige Filme aus dieser Zeit sind Eisbahn (Каток, 1927) von Juri Scheljabuschski, Zechanowskis Post (Почта, Potschta, 1929) und Chodatajews Органчик (Organtschik) (dt. etwa: Die Drehorgel, 1934).
1935 erschien der erste abendfüllende sowjetische Animationsfilm, Alexander Ptuschkos Der neue Gulliver (Новый Гулливер, Nowyj Gulliwer), eine kommunistisch gefärbte Adaption von Jonathan Swifts Roman, die Elemente des Trick- und Realfilms miteinander verbindet.

## Sozialistischer Realismus
Im Jahr 1934 schickte Walt Disney eine Filmrolle mit einigen Shorts (Mickey Mouse) zum Internationalen Filmfestival Moskau. Fjodor Chitruk, damals nur ein Animator, erinnert sich an seine Eindrücke von diesem Screening in einem Interview in Otto Alders Film The Spirit of Genius. Er war absolut von der Flüssigkeit der Bilder des Films begeistert und auf enthusiastische Weise von den neuen Möglichkeiten für Animation, die Walt Disney zu bieten hatte, überwältigt.
Auch höhere Beamte teilten diese Eindrücke, und im Jahre 1935 wurde das Sojusmultfilm-Studio von den kleinen und relativ unabhängigen Trickfilmstudios Mosfilm, Sowkino und Meschrabpomfilm erstellt, um sich ausschließlich unter der Verwendung von Cel-Technik auf die Schaffung von Disney-Stil-Animationen zu konzentrieren.
Bereits 1932, als ein Kongress sowjetischer Schriftsteller die Notwendigkeit des Sozialistischen Realismus proklamiert hatte, war der Einfluss des Futurismus und der russischen Avantgarde auf die russischen Animationen verschwunden. Nun waren ästhetische Experimente nicht mehr an der Tagesordnung, und für über 20 Jahre arbeitete Sojusmultfilm in einer Frederick-Winslow-Taylor-Weise mit Cel-Technik und Arbeitsteilung. Es wurde zum führenden Animationsstudio in der Sowjetunion und produzierte eine stetig wachsende Zahl an Animationen für Kinder und pädagogische Zwecke sowie Shorts und Features, aber der experimentelle Geist der Gründerjahre war verloren.
Eines der alarmierenden Beispiele der Transformation, die nicht nur die Studios vollzogen, sondern auch die Künstler, ist Michail Zechanowski. Der in Leningrad geborene Künstler machte sich einen Namen mit der Illustration und Grafik von Büchern. Er fand in der Animation ein ideales Medium, um seinen Stil zu übertragen und seine künstlerischen Visionen weiterzuentwickeln. Er wurde international bekannt durch seinen Film Post, gedreht 1929. Dieser brachte ihm eine Reihe von Preisen auf internationalen Filmfestivals ein. Mit der Gründung des Sozialistischen Realismus musste er seinen innovativen und höchst überzeugenden Stil für den damals allgemein üblichen in der Sowjetunion in Mode gekommenen Stil, der als „Eclair“ bekannt wurde, aufgeben: Die Verfilmung von Live-Action, gefolgt von einer Rahmen-by-Frame-Projektion, welche den Animatoren als einzige Quelle für die Realisierung der Bewegung dienen musste (im Westen wurde dies unter Rotoskopie bekannt). Die Unterschiede in den visuellen Entscheidungen sind klar erkennbar und charakteristisch für die Transformation. Nicht nur Michail Zechanowski, sondern auch die sowjetische Animation als Ganzes ist durch diese Zeit gegangen.
Viele Künstler widerstanden diesen Veränderungen nicht und verließen die Branche für andere Bereiche wie Malerei oder Buchillustrationen. Ein Beispiel ist das Trio Juri Merkulow, Senon Kommissarenko und Nikolai Chodatajew, die nach dem Abschluss ihres letzten Films The Barrel Orgel (1934) aufgehört hatten, in der Animation zu arbeiten.
Zwei Jahrzehnte lang hat sich das Studio ausschließlich nüchtern und in gewissem Maße auch langwierig mit der Anpassung der Volksmärchen und kommunistischen Mythen beschäftigt. Eine Ausnahme könnte nur in Kriegszeiten gefunden werden, wie Propagandaspots und in der Notevakuierung in Samarkand (1941–1943), wobei ihr Humor hier wohl unbeabsichtigt war. Dennoch haben es Regisseure wie die Schwestern Zinaida und Valentina Brumberg mit Filmen wie Fedja Zaitsev (1948), Ivan Ivanow-Wano mit Moydodyr aus dem Jahr 1954 (es gibt eine erste Version aus dem Jahr 1927, aber es fehlt die Flüssigkeit der späteren Version) oder Lew Atamanow mit Die Schneekönigin (1957, nach Hans Christian Andersens Geschichte erzählt) geschafft, Meisterwerke ihres Genres zu produzieren, die verschiedene Preise auf Festivals in der ganzen Welt errungen haben, und einen bleibenden Platz in der Geschichte der Animation zu bekommen.

## Disneys russischer Vertrieb
Die Walt Disney Company wurde unter ihrem neuen großen Vertriebsarm in Russland als Disney CIS oder The Walt Disney Company CIS bekannt. Ein Teil von Disney CIS wurde zu Disneyfilm CIS als Teil der Russischen Walt Disney Motion Pictures Group.

## Russische Animationsstudios
- Melnitsa Animation Studio
- Petersburg Animation Studio
- Pilot (Studio)
- Sojusmultfilm
- Studio Ekran
- Toondra
- Wizart Animation
- Mosfilm